# 하은호
하은호(河銀鎬, 1961년 6월 13일 - )는 대한민국의 정치인으로 민선 8기 경기도 군포시장(16대)이다.

## 학력
- 서면초등학교 졸업
- 안서중학교 졸업
- 수성고등학교 졸업
- 인하대학교 행정학 학사
- 서강대학교 대학원 경영학 석사
- 인하대학교 대학원 행정학 박사

## 경력
- 여의도연구소 정책자문위원
- 의왕,군포,안양 행정구역통합추진협의회 상임대표
- 호원대학교 겸임교수
- 한국미래도시연구소 소장
- 한세대학교 대학원 외래교수
- 성오장학재단 이사장
- 국민의힘 경기도당 군포시 당원협의회 위원장
- 2022년 7월 1일 ~ : 제16대 경기도 군포시장(민선 8기)
- 2022년 ~ 2024년 5월 : 경기중부권행정협의회 회장

## 전과
- 폭력행위등처벌에관한법률위반: 벌금 1,000,000원 - 1997년 5월 21일 선고[2]
- 위증: 벌금 1,000,000원 - 2003년 6월 16일 선고[2]

## 역대 선거 결과
|  | 40.34% |

|  | 50.44% |